# 孔塞普西翁圖圖阿帕
孔塞普西翁圖圖阿帕（西班牙語：Concepción Tutuapa），是危地馬拉的城鎮，位於該國西南部，由聖馬科斯省負責管轄，面積176平方公里，海拔高度2,194米，2002年人口49,363，人口密度每平方公里280.47人。
15°17′N 91°47′W / 15.283°N 91.783°W